# Aeroporto Internacional de Viracopos/Campinas
Aeroporto Internacional de Viracopos - Campinas is een internationale luchthaven van Campinas in Brazilië, die sinds 6 januari 1987 officieel deze naam draagt. De luchthaven is vernoemd naar de wijk waarin hij ligt.
In 2012 bekleedde de luchthaven de 7e plek op de lijst van drukste passagiersvliegvelden, 9e in termen van vliegbewegingen en 2e in termen van goederenvervoer in Brazilië, waarmee het een van de drukste vliegvelden van het land is. De luchthaven wordt niet langer uitgebaat door Infraero, nadat Aeroportos Brasil Viracopos de concessie overnam in 2012.

## Historie
De IATA airport code van Viracopos is VCP en de specifieke IATA-luchthavencode van Campinas is CPQ. Soms worden beide codes door elkaar benut, alhoewel er een verschil is in luchtvaart reserveringssystemen: VCP, samen met CGH (Congonhas) en GRU (Guarulhos), is onderdeel van het systeem van meerdere luchthavens rondom de stad São Paulo (code SAO).
Er zijn twee versies van de oorsprong van de naam Viracopos (Draai glazen). De eerste duidt op een misverstand dat aan het begin van de 20e eeuw, tijdens een jaarlijks feest, ontstond tussen een priester en de bewoners van de wijk. Dit leidde tot overmatig drankgebruik en ruzies waarbij in de consternatie de kraampjes van het festival omgegooid werden. Het woord Viracopos ("Draai glazen") werd later door de priester gebruikt in preken, refererend aan deze gebeurtenis. Een andere versie van het verhaal wil dat op de plek van het huidige vliegveld een bar was waar herders regelmatig bijeen kwamen om te discussiëren en te drinken. "Viracopos" was dus eerst de naam van de wijk, en later die van het vliegveld.
Viracopos's oorsprong kan worden herleid tot een eenvoudig vliegveld in de buurt van Campinas dat gebouwd werd tijdens de Braziliaanse Constitutionele Revolutie van 1932 in São Paulo. Tijdens de jaren 50 begonnen vrachtmaatschappijen het te gebruiken. In 1960 werd het verbeterd met een 3240 meter lange startbaan, lang genoeg voor de eerste generatie intercontinentale straalvliegtuigen zoals de Boeing 707, de Havilland Comet, Vickers VC10, Convair 990, en Douglas DC-8, en ontving het zijn eerste internationale vlucht. Verder diende (tot de dag van vandaag) Viracopos als een uitwijkvliegveld voor Aeroporto Internacional do Rio de Janeiro-Galeão en luchthavens van São Paulo, vooral omdat het zelden sluit tijdens slechte weersomstandigheden (gemiddeld slechts 5 dagen per jaar). Al gauw begonnen luchtvaartmaatschappijen als Varig, VASP en Real vluchten aan te bieden naar Viracopos.
In de jaren 70 werd Viracopos het internationale vliegveld van São Paulo, omdat de startbaan van São Paulo-Congonhas Airport te kort was voor intercontinentale straalvliegtuigen. In de praktijk leverde dit echter, vanwege de afstand van bijna 100 kilometer tot São Paulo, hinder op voor zowel passagiers als luchtvaartmaatschappijen. Als gevolg hiervan waren er slechts weinig directe internationale verbindingen omdat de meeste internationale passagiers ervoor kozen om via Aeroporto Internacional do Rio de Janeiro-Galeão te vliegen op Congonhas Airport, dat dicht bij het centrum ligt. Op dat moment werd Viracopos zelf even in het Guinness Book of Records genoemd als vliegveld dat het verste verwijderd ligt van de stad die het bediend.
De status als internationale luchthaven van São Paulo verdween in 1985 met de opening van Guarulhos International Airport, waarmee Viracopos een decennium van stagnatie tegemoet ging waarbij alle internationale, en de meeste binnenlandse vluchten overgingen op Guarulhos en Congonhas.
Infraero, de beheerder van het vliegveld, doorzag echter de strategische functie van Viracopos voor de economie en begon in 1995 met het implementeren van een master plan van renovaties dat gericht was op het bouwen van een nieuw vliegveld, gefocust op vrachttransport. De eerste fase kwam halverwege 2004 gereed, toen het vliegveld van nieuwe aankomst- en vertrekhallen, publieke ruimtes, commerciële concessies en een nieuwe cargo terminal voorzien was. De tweede fase kwam gereed in 2005, waarbij de passagiersterminal compleet gerenoveerd werd, er een nieuwe verkeerstoren gebouwd werd en opslag- en verwerkingsfaciliteiten voor de cargo terminal werden uitgebreid. Een derde fase, waarbij tot 2013 een nieuwe startbaan zou worden gebouwd, werd verschoven om in 2018 gereed te zijn.
Als het op een na drukste vrachtvliegveld van Brazilië heeft Viracopos 77.000 vierkante meter cargo terminals, 1.700 vierkante meter voor het vervoer van dieren, en 1.480 kubieke meter of vriesruimte. Als belangrijke import/export hub heeft Viracopos de beschikking over 'express lanes' voor koerier vervoer, welke uitzonderlijk snel en onbureaucratisch zijn naar Braziliaanse standaarden.
De regio Campinas, zoals de meeste regio's in het centrum van de staat São Paulo, is een van de meest welvarende van Brazilië. Het binnenlandse passagiersvervoer, in combinatie met het binnen- en buitenlandse goederenvervoer dat ook São Paulo bedient, is voldoende om van Viracopos een relatief druk vliegveld te maken. Het passagiersvervoer groeide tussen 2008 en 2010 van 1,02 miljoen in 2008 naar 7,5 miljoen in 2011. Het vliegveld heet een capaciteit van 7 miljoen passagiers per jaar. Het aantal vluchten is dramatisch toegenomen sinds Azul Brazilian Airlines Viracopos als thuisbasis gebruikt.
Volgend op een beslissing van de Federale Overheid op 26 april 2011 werd het voor private partijen mogelijk om sommige, tot dan toe door Infraero beheerde vliegvelden uit te baten. Op 6 februari 2012 werd het beheer van het vliegveld voor een periode van 30 jaar toegekend aan het Consortium Aeroportos Brasil, bestaande uit het Braziliaanse Triunfo, een investeringsmaatschappij (45%) en Engenharia e Participações (45%), en het Franse Aeroports Egis Avia (10%). Infraero, het overheidsbedrijf, blijft met 49% van de aandelen betrokken in de uitbating van de luchthaven.

## Toekomstige ontwikkelingen
Op 31 augustus 2009 onthulde Infraero een R$2.814 miljoen (US$1.4826 miljoen; €1.038,8 miljoen) kostend investeringsplan waarbij Viracopos International Airport zou worden verbeterd met de focus op de voorbereidingen voor het Wereldkampioenschap voetbal 2014 en de Olympische Zomerspelen 2016 die onder andere in São Paulo worden gehouden. De investering voorziet ook in het bouwen van infrastructuur naar het vliegveld, om zo São Paulo-Guarulhos International Airport enigszins te ontlasten. De uitbreiding was als volgt gepland:
- Bouw van een 2e startbaan voor april 2013
- Bouw van de eerste fase van een nieuwe passagiersterminal voor mei 2015

Door juridische en bureaucratische problemen werden deze plannen nooit gerealiseerd. Na het toekennen van de concessie aan Consortium Aeroportos Brasil werd een nieuw investeringsplan gelanceerd. Dit plan omvat onder andere een nieuwe startbaan en passagiersterminal. De nieuwe terminal zou in mei 2014 openen, op tijd voor het WK Voetbal 2014.

## Ongelukken en incidenten

### Ongelukken
- 23 november 1961: een de Havilland DH-106 Comet 4 van Aerolíneas Argentinas met registratie LV-AHR die vlucht 322 van Campinas-Viracopos naar Port of Spain uitvoerde, begon hoogte te verliezen op een hoogte van circa 100m, botste en crashte in een eucalyptus bos. Alle 12 bemanningsleden en 40 passagiers aan boord kwamen hierbij om. De toedracht van het ongeluk werd toegeschreven aan fouten van de piloot.[15]
- 15 september 2001: bij een Fokker 100 van TAM Airlines met registratie PT-MRN en vliegend als chartervlucht 9755 van Recife naar Campinas-Viracopos, sneuvelden drie cabineramen nadat onderdelen van een motor deze hadden geraakt. Het vliegtuig maakte een noodlanding op Belo Horizonte-Confins. Een passagier werd gedeeltelijk naar buiten gezogen en vastgehouden door een andere passagier totdat het vliegtuig geland was. Desondanks overleefde de passagier het incident niet.[16][17]

### Incident
- 13 oktober 2012: een McDonnell Douglas MD-11 van Centurion Air Cargo met registratie N988AR die vlucht 425 van Miami naar Campinas-Viracopos uitvoerde, verloor een landingsgestel tijdens het landen op baan 15, waarbij schade aan het vliegtuig en de baan ontstonden. Er waren geen gewonden, maar het vliegveld was na het incident 45 uur gesloten voordat het beschadigde vliegtuig kon worden verwijderd en de startbaan kon worden heropend. Dit had grote gevolgen voor overige maatschappijen die van de luchthaven gebruik maakten.[18]

## Bereikbaarheid
Het vliegveld ligt op 99 kilometer ten noordwesten van de staatshoofdstad São Paulo en 20 kilometer ten zuidwesten van Campinas, naast het Bandeirantes-Anhanguera snelwegknooppunt, dat de hoofdstad met het binnenland van de staat São Paulo verbindt.